# ナッツの日
ナッツの日（ナッツのひ）とは、日本ナッツ協会が1996年12月16日に制定した記念日で、毎年7月22日である。1997年から実施。
「ナ（7）ッ（2）ツ（2）」の語呂にちなむ。